# Cannabis à Djibouti
Le cannabis à Djibouti est illégal avec des sanctions pour la production, la vente et la possession de marijuana à des fins médicinales ou récréatives. Les contrevenants peuvent être condamnés à une amende ou à une peine pouvant aller jusqu'à cinq ans de prison. La consommation de cannabis à Djibouti est faible en raison des mauvaises conditions de culture et de la préférence locale pour le khat légal,,.
Le port de Djibouti est utilisé comme centre du trafic de drogue. Le cannabis de l'Asie de l'Ouest et du Sud-Est est transféré via Djibouti vers d'autres pays d'Afrique, du Moyen-Orient et d'Europe,.